# Люк Адамс (футболіст)
Люк Адамс (англ. Luke Adams, нар. 8 травня 1994, Мельбурн) — новозеландський футболіст, захисник клубу «Саут Мельбурн». Він також має австралійський паспорт.

## Клубна кар'єра
У дорослому футболі дебютував 2011 року виступами за команду «Вайтакере Юнайтед», в якій провів один сезон, взявши участь у 12 матчах чемпіонату і став з командою чемпіоном Нової Зеландії.
У вересні 2012 року Адамс приєднався до англійського клубу «Дербі Каунті», підписавши однорічний контракт, але так за команду і не дебютував і по завершенні угоди повернувся до Нової Зеландії, ставши гравцем клубу «Веллінгтон Фенікс», що виступав у австралійській А-лізі. Після всього лише трьох ігор за весь сезон, в 2014 році контракт було розірвано і у вересні Адамс повернувся у свій перший клуб «Вайтакере Юнайтед».
У січні 2015 року Адамс став гравцем австралійського клубу «Саут Мельбурн», що грав у Прем'єр-лізі штату Вікторія. Тут Люк швидко став основним гравцем і, вигравши 2016 року з командою чемпіонат штату, після чого вирішив повернутись до національного рівня, ставши гравцем клубу «Істерн Сабарбс», що саме дебютував у чемпіонаті Нової Зеландії. Втім заграти на вищому рівні Адамс не зумів і незабаром повернувся у «Саут Мельбурн».
У грудні 2017 року Адамс підписав угоду з клубом «Юнгшиле СК», що грав у третьому дивізіоні Швеції, але вже через кілька місяців покинув команду із особистих причин, не зігравши за команду жодної гри у чемпіонаті, і знову приєднався до «Саут Мельбурна». Станом на 7 січня 2020 року відіграв за мельбурнську команду 24 матчі в національному чемпіонаті.

## Виступи за збірні
У складі збірної Нової Зеландії до 17 років став переможцем Юнацького чемпіонату ОФК, завдяки чому того ж року поїхав на юнацький чемпіонат світу у Мексиці, де був капітаном і провів усі чотири зустрічі. 
2013 року залучався до складу молодіжної збірної Нової Зеландії, вигравши з нею Молодіжний чемпіонат ОФК і кваліфікувавшись на молодіжний  чемпіонат світу до 20 років у Туреччині, де відіграв усі три гри.
Зі збірною Нової Зеландії U-23 зіграв на Тихоокеанських іграх 2015 року. Втім сам турнір виявився скандальним для новозеландців, які були дискваліфіковані після півфіналу через використання недозволеного футболіста, що коштувало місця в фіналі турніру, і, відповідно, можливості участі в Олімпійських іграх 2016 року.
28 червня 2016 року дебютував в офіційних матчах у складі національної збірної Нової Зеландії в матчі групового етапу Кубка націй ОФК 2016 року у Папуа Новій Гвінеї проти Фіджі (3:1). Загалом зігравши на тому турнірі у всіх п'яти іграх і забивши гол у грі з Соломоновими островами (1:0), Адамс здобув з командою титул переможця турніру.

## Досягнення

### Клубні
Саут Мельбурн
- Чемпіон Національного чемпіонату Вікторії[en]: 2016[en]
- Переможець регулярної першості Національного чемпіонату Вікторії: 2015[en]
- Кубок Докерті[en]: 2015[en]

### Збірна
Збірна Нової Зеландії
- Володар Кубка націй ОФК: 2016
- Переможець Молодіжного чемпіонату ОФК: 2013
- Переможець Юнацького чемпіонату ОФК: 2011